# Gerlinde Hämmerle
Gerlinde Hämmerle (née le 5 juin 1940 à Wolfach) est une personnalité politique du Bade-Wurtemberg du SPD dans lequel elle est entrée en 1967. 

## Formation et parcours professionnel
Après avoir terminé ses études secondaires au Fichte-Gymnasium de Karlsruhe et s’être formée à la Frauenfachschule, Hämmerle étudié à l’Université de l’éducation de Karlsruhe et obtient un diplôme d’enseignement pour enseigner dans des écoles professionnelles. Puis elle entre dans le service d’enseignement du Bade-Wurtemberg. De 1985 à 1987, elle est directrice des études et pendant quelques années directrice adjointe à l'école Helene Lange de Karlsruhe. 

## Parcours politique
Hämmerle est membre du SPD depuis 1967. De 1976 à 1986, elle président de l'association locale et membre du Conseil d’État du SPD Bade-Wurtemberg de 1983 à 1987, et en 1985, le conseil d' administration du Conseil national. 
De 1971 à 1987, elle est membre du conseil municipal de la ville de Karlsruhe, à partir de 1982 en tant que présidente du groupe parlementaire du SPD. En 1987, elle est élue au Bundestag allemand via la liste du Bade-Wurtemberg. En 1988, elle est devenue membre du groupe parlementaire SPD et, depuis 1991, directrice parlementaire . De 1991 à 1992, elle estl'un des 31 membres de la Commission du fédéralisme indépendant créée par le Bundestag. Après avoir quitté au Bundestag, elle est présidente de district de Karlsruhe du 1er août 1994 au 5 juin 2005, même après le remplacement de la Grande Coalition par la coalition CDU-FDP en 1996 . 
Pendant plus de 20 ans, elle est présidente des amis du musée de l'État de Bade .

## Distinctions et récompenses
Gerlinde Hämmerle est le récipiendaire de l'Ordre du Mérite de Bade-Wurtemberg (2005), la Médaille de la maison de l’État de Bade-Wurtemberg et la Médaille d'honneur de la ville de Karlsruhe (2006). En juillet 2010, elle devient citoyenne d'honneur de la ville de Karlsruhe.

## Autres activités
Gerlinde Hämmerle est vice-présidente fédérale de l'AWO et membre du comité exécutif de district de l'AWO Baden. 
Elle est membre du ZDF-Fernsehrat et du Conseil central de la famille de la Fédération des familles catholiques allemandes et est membre de l'Union de l'éducation et de la science (GEW) et des Amis de la nature. 